# Nuevo Partido Comunista de Yugoslavia
El Nuevo Partido Comunista de Yugoslavia (en serbio: Нова комунистичка партија Југославије, Nova Komunistička Partija Jugoslavije) (NKPJ) es un partido marxista–leninista de Serbia, registrado legalmente como un grupo de ciudadanos.
El NKPJ fue fundado en 1990. Su secretario general es Batić Mijović. El partido cuenta con una organización juvenil, la Liga de la Juventud Comunista Yugoslava (SKOJ), fundada en 1992. El NKPJ sigue las teorías de Karl Marx, Friedrich Engels, Vladimir Lenin y Stalin y considera a China, Vietnam, Corea del Norte, Laos y Cuba como países socialistas. El NKPJ se opone fuertemente al titoísmo, pero es de la opinión de que Yugoslavia fue un país socialista hasta 1990. La meta del NKPJ es la reunificación de los actuales países que formaban la República Federativa Socialista de Yugoslavia.
El NKPJ boicoteó las elecciones parlamentarias de Serbia de 2007 porque su posición era que la ley electoral violaba los principios democráticos fundamentales y la Declaración de los Derechos Humanos. En 2010 el partido fue eliminado de la lista de partidos registrados después de fallar en volver a registrarse con la nueva ley electoral. Debido a la eliminación del NKPJ de la lista de partidos registrados decidió volver a boicotear las elecciones parlamentarias serbias de 2014, así como las elecciones locales y no unirse a ninguna coalición. Han interrumpido varios mítines de otros partidos llamando al boicot de las elecciones, declarándolas "ilegales".